# Coquerels coua
De Coquerels coua (Coua coquereli) is een vogel uit de familie Cuculidae (koekoeken).

## Verspreiding en leefgebied
Deze soort is endemisch in westelijk Madagaskar.